# Bariera antropogeniczna
Bariera antropogeniczna – ekologiczna bariera geograficzna powstała w wyniku działalności człowieka. Bariery ekologiczne, utrudniając przemieszczanie się organizmów, powodują fragmentację siedlisk.

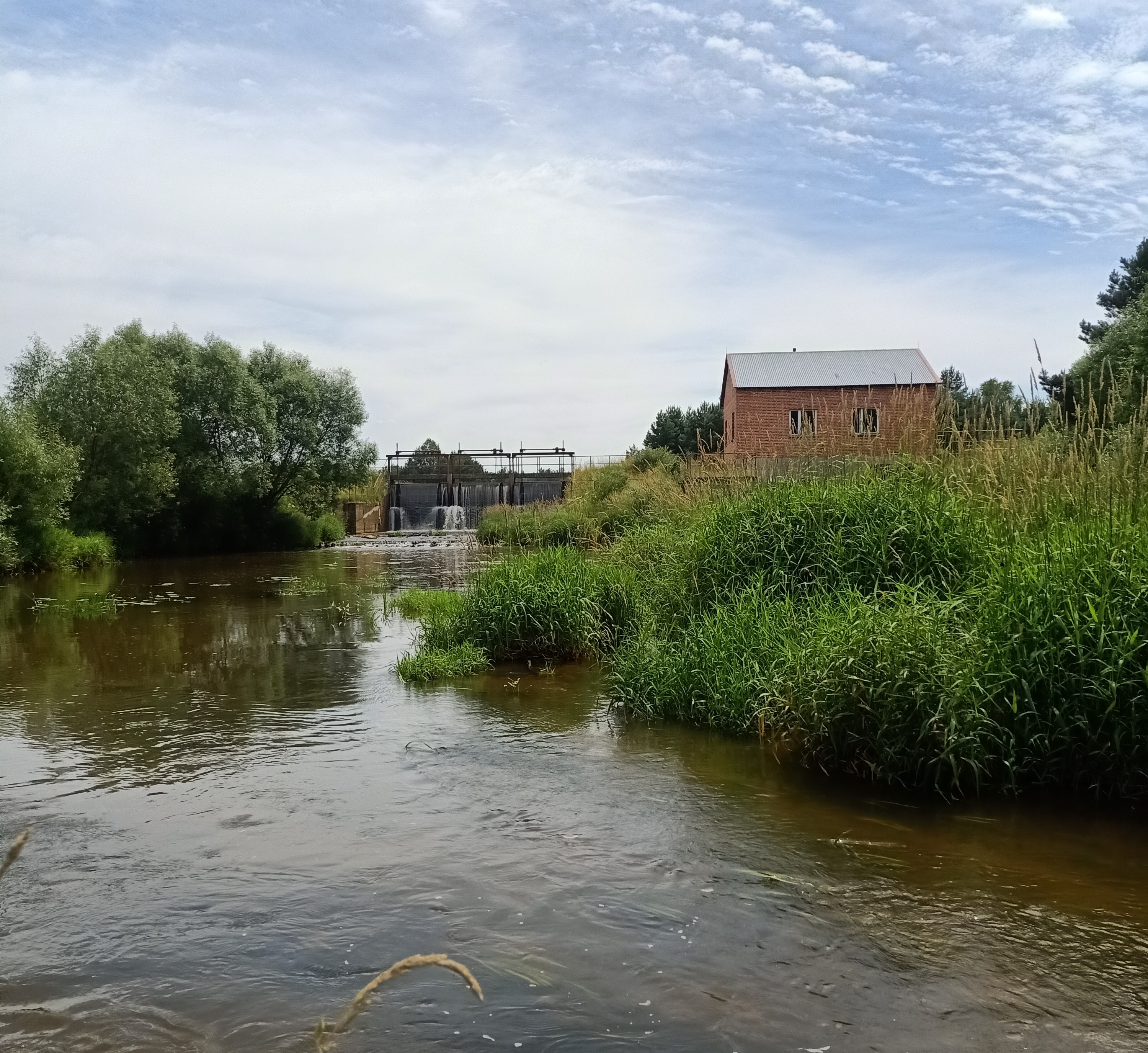
Antropogeniczna bariera dla organizmów wodnych – jaz małej elektrowni wodnej

Antropogeniczne bariery często są obiektami liniowymi. Dany obiekt może być barierą dla jednych organizmów, a nie mieć znaczenia dla innych. Przykładowo, rów wodny jest barierą dla niektórych bezkręgowców, podczas gdy dla większych zwierząt nie stanowi przeszkody w przemieszczaniu się. Bariery powodując fragmentację siedliska, wpływają negatywnie na populacje, dzieląc je na mniejsze grupy i izolując. Bariery w postaci dróg mogą same w sobie być źródłem śmiertelności zwierząt, które giną w zderzeniu z przejeżdżającymi drogą pojazdami. Mogą być też źródłem różnego rodzaju zanieczyszczenia środowiska, nie tylko chemicznego, ale też świetlnego, termicznego czy hałasu. Zwierzęta unikają przekraczania silniejszych barier (szerszych, o większym natężeniu ruchu pojazdów). Zwierzęta, których migrację zatrzymuje bariera są również narażone na nasilone drapieżnictwo. Dla wodnych organizmów reofilnych barierą są nie tylko same przegrody (zapory i im podobne), ale także zbiorniki zaporowe, ze względu na przerwanie w ich miejscu zauważalnego nurtu.
Jednym ze sposobów zmniejszania wpływu barier antropogenicznych, jakimi są drogi kołowe czy linie kolejowe, jest budowanie w ich poprzek przejść dla zwierząt, a w przypadku przegród przez cieki – przepławek.